# 多治比真浄
多治比 真浄（たじひ の まきよ、生没年不詳）は、奈良時代から平安時代初期にかけての貴族。氏姓は丹比宿禰のち多治比宿禰。鋳銭次官・丹比真継の子。官位は従五位下・讃岐介。

## 出自
丹比氏（丹比宿禰）は、尾張氏の同系氏族とされる地祇系氏族。名代部の一つ丹比部の中央伴造氏族であったが、宮城十二門の一つ多治比門の門号氏族として、軍事的な役も担っていた。姓はもと連であったが、天武天皇13年（684年）八色の姓の制定の際に宿禰姓に改姓したと想定される。

## 経歴
外従五位下に叙せられた後、光仁朝の宝亀8年（777年）山背介に任ぜられる。
桓武朝に入ると、延暦3年（784年）6月に長岡宮の造営を行うために中納言・藤原種継らとともに造長岡宮使に任ぜられ、同年12月に造宮使らに対する叙位が行われ、真浄は二階昇進して外正五位下に昇叙される。延暦4年（785年）右衛士佐を経て、延暦5年（786年）内位の従五位下に叙せられるが、延暦6年（787年）丹波介として地方官に転じた。のち、延暦8年（789年）皇太后・高野新笠、延暦9年（790年）皇后・藤原乙牟漏の葬儀では、いずれも作路司を務めている。
その後、丹比宿禰姓から多治比宿禰姓に改姓し、延暦15年（796年）10月に肥後介、同年12月に内匠頭、翌延暦16年（797年）2月には讃岐介と、短期間に複数の官職に補任されている。

## 官歴
『六国史』による。
- 時期不詳：外従五位下
- 宝亀8年（777年） 9月17日：山背介
- 延暦3年（784年） 4月2日：内掃部正。6月10日：造長岡宮使。12月2日：外正五位下（越階）
- 延暦4年（785年） 8月14日：右衛士佐
- 延暦5年（786年） 正月7日：従五位下（内位）
- 延暦6年（787年） 2月5日：丹波介
- 延暦8年（789年） 12月29日：作路司（皇太后・高野新笠葬儀）
- 延暦9年（790年） 閏3月11日：作路司（皇后・藤原乙牟漏葬儀）
- 時期不詳：丹比宿禰姓から多治比宿禰姓に改姓
- 延暦15年（796年） 10月27日：肥後介。12月4日：内匠頭
- 延暦16年（797年） 2月9日：讃岐介